# Acontia crocata
Acontia crocata es una especie  de Lepidoptera perteneciente a la familia Noctuidae. Se encuentra desde India hasta Australia. 
La envergadura es de unos 20 mm. Los adultos tienen las alas anteriores de color marrón oscuro. El macho tiene manchas blancas en el costade, mientras que la hembra tiene un área basal de color naranja. Las alas posteriores son de color marrón con zonas basales de naranja.
Las larvas se alimentan deLigustrum vulgare.

## Sinonimia
- Acontia signifera Walker, 1858
- Acontia meridionalis Walker, 1865
- Acontia scanda R. Felder & Rogenhofer, 1874